# Puerto internacional de Cabo Haitiano
El Puerto internacional de Cabo Haitiano (en francés: Port international du Cap-Haïtien) es el puerto de la segunda ciudad más grande de Haití, Cabo Haitiano. Es manejado por la Autoridad Portuaria del gobierno (Autorite Portuaire Nationale) APN. Dos canales de acceso conducen al puerto: 
- Canal oeste, 1 milla de largo, de 10 a 15 m de profundidad, bien marcado por ayudas a la navegación
- Canal este, marcado por señales de día (prácticamente no se utiliza)

Entre los servicios ofrecidos se encuentran: pilotaje, amarre,  almacenamiento, la manipulación, la agrupación y la separación de los contenedores, manejo de cruceros, puerto deportivo y un  depósito de agua de 800 m³ de capacidad.